# Red Sea FC
Red Sea Football Club is een Eritrese voetbalclub uit de hoofdstad Asmara. Het is de dominerende club in eigen land met 8 titels.

## Palmares
- Premier League

Winnaars (8) : 1995, 1998, 1999, 2000, 2002, 2005, 2009, 2010

### CAFcompetities
- CAF Champions League : 5 deelnames
  - 1999 - Voorrondes
  - 2000 - Voorrondes
  - 2001 - Eerste ronde
  - 2003 - Voorrondes
  - 2006 - Voorrondes